# Bea Johnsonová
Bea Johnsonová (* 1974 Besançon) je americká bloggerka francouzského původu, která je vyznavačkou a propagátorkou životního stylu zero waste. S rodinou žije v Mill Valley v Kalifornii.
Životní styl zero waste začala praktikovat v roce 2008 a zároveň o svých zkušenostech začala psát blog Zero Waste Home. V roce 2013 vydala na základě sesbíraných zkušeností knihu Zero Waste Home: The Ultimates Guide to Simplyfying Your Life by Reducing Your Waste (česky Domácnost bez odpadu, 2016). Kniha doposud vyšla v 17 jazycích. O tématu přednáší po celém světě.
Před českým publikem vystoupila 6. června 2016 na konferenci Bez obalu o zero waste v Národní technické knihovně.